# Saïd Ferrad
Saïd Ferrad est un footballeur français né le 29 janvier 1928. Ce joueur a évolué comme milieu de terrain principalement à Troyes. Avec ce club, il a été finaliste de la Coupe de France en 1956.

## Carrière
- AS Saint-Eugène Alger
- 1950-1951: AS Troyes-Savinienne
- 1951-1952: CA Paris
- 1952-1957: AS Troyes-Savinienne